# I Wanna Thank Me
I Wanna Thank Me è il diciassettesimo album del rapper statunitense Snoop Dogg, pubblicato nel 2019.

## Tracce
1. What U Talkin' Bout – 2:43 – Dunlap Exclusive
2. So Misinformed (featuring Slick Rick) – 3:52 – DJ Battlecat
3. Let Bygones Be Bygones – 3:05 – DJ Battlecat
4. One Blood, One Cuzz (featuring DJ Battlecat) – 3:53 – DJ Battlecat
5. Countdown (featuring Swizz Beatz) – 2:19 – Swizz Beatz
6. I C Your Bullshit – 3:47 (Broadus Jr.) – Vangogh
7. Turn Me On (featuring Chris Brown) – 3:18 – Jazze Pha
8. Blue Face Hunnids (featuring YG & Mustard) – 3:17 – Mustard
9. New Booty – 3:01 (Broadus Jr.)
10. Take Me Away (featuring Russ & Wiz Khalifa) – 3:56 – Russ
11. Do It When I'm In It (featuring Jermaine Dupri, Ozuna & Slim Jxmmi) – 3:54
12. First Place (featuring Tdot Illdude) – 3:38 – DJ Green Lantern
13. Focused – 2:43 (Broadus Jr.) – Vangogh
14. Rise to The Top (featuring Swizz Beatz & Trey Songz) – 4:32 – Swizz Beatz
15. Wintertime in June (featuring Nate Dogg) – 4:58 – Fredwreck
16. Doo Wop Thank Me (featuring The HamilTones) – 0:59
17. Main Phone (featuring Stressmatic & Rick Rock) – 3:41 – Rick Rock
18. Do You Like I Do (featuring Lil Duval) – 3:58
19. I've Been Looking For You (featuring Eric Jaye) – 4:09 – DJ Green Lantern
20. Little Square UBitchU (featuring Anitta) – 2:34 – TropKillaz
21. Ventalation (featuring Azjah, RJ & $tupid Young) – 3:25
22. I Wanna Thank Me – 3:41 – DJ Battlecat